# Jesuitenstation Heideck
Die Jesuitenstation Heideck war im 17. Jahrhundert eine Niederlassung des Jesuitenordens in Heideck  (Bistum Eichstätt).

## Geschichte
Heideck wurde 1505 dem neu errichteten Fürstentum Pfalz-Neuburg zugeschlagen. Der hochverschuldete Pfalzgraf Ottheinrich verpfändete 1542 das Amt Heideck auf 36 Jahre an die Reichsstadt Nürnberg, die im Amt Heideck sofort die Reformation einführte. Mit der Rücklösung 1585 änderte sich nichts an dem neuen Glauben der Untertanen. Erst nachdem Herzog Wolfgang Wilhelm 1614 zum alten Glauben zurückgekehrt war, mussten auch seine Landeskinder wieder konvertieren. So kamen im Zuge der gegenreformatorischen Maßnahmen im November 1627 – nach Amtsenthebung aller Prädikanten in der Oberpfalz im Jahr 1626 und damit dem Freiwerden von 197 Pfarrstellen für die vorläufige Besetzung mit Jesuiten – zwei Jesuitenpatres nach Heideck und in das benachbarte Hilpoltstein. In Heideck nahmen die Jesuiten (ein Pater mit vier Gehilfen), die wohl vom 1614 in der Bischofsstadt Eichstätt gegründeten Jesuitenkollegium kamen, ihre Predigt in der Pfarrkirche, der Kirche zu Unserer lieben Frau auf und wohnten vermutlich im Pfarrhaus. Sie fungierten als Pfarrverweser, das heißt, dass Trauungen, Taufen und Beerdigungen nur durch sie erfolgen konnten. Auch missionierten sie die umliegenden Dörfer.
Nachdem die Predigt der Jesuiten in Heideck und andernorts und auch die Einquartierung von Soldatenfamilien nicht umgehend den gewünschten Erfolg zeigten, erließ Herzog Wolfgang Wilhelm am 26. April 1628 ein Religionspatent, in dem er innerhalb von sechs Monaten eine Bekehrung zum alten Glauben einforderte; andernfalls müssten die Betroffenen auswandern.
Nach drei Jahren ihrer Tätigkeit zählten die Jesuiten in Heideck über 500 Katholiken. Im März 1634 mussten die Jesuiten vor den Schweden fliehen, die in Heideck wieder den neuen Glauben zum Tragen brachten – allerdings nur bis zum September/Oktober 1634, als die Schweden vor Nördlingen eine vernichtende Niederlage einstecken mussten und Süddeutschland verließen. Wie lange anschließend die Jesuiten blieben, ist nicht überliefert; Romstöck (S. 46) vermutet das Ende der Jesuitenstation Heideck im Jahr 1665, als die Jesuitenmission in Hilpoltstein zum Abschluss kam.